# Androsoma perhirsutum
Androsoma perhirsutum är en tvåvingeart som beskrevs av Cortes och Campos 1971. Androsoma perhirsutum ingår i släktet Androsoma och familjen parasitflugor. Inga underarter finns listade i Catalogue of Life.